# Вабаска 166
Вабаска 166 (англ. Wabasca 166) — індіанська резервація в Канаді, у провінції Альберта, у межах муніципального району Лессер-Слейв-Рівер № 124.

## Населення
За даними перепису 2016 року, індіанська резервація нараховувала 160 осіб, показавши зростання на 5,3%, порівняно з 2011-м роком. Середня густина населення становила 1,9 осіб/км².
З офіційних мов обидвома одночасно не володів жоден з жителів, тільки англійською — 155, а 5 — жодною з них. Усього 60 осіб вважали рідною мовою не одну з офіційних, з них 55 — одну з корінних мов.
Працездатне населення становило 54,5% усього населення, рівень безробіття — 33,3%.

## Клімат
Середня річна температура становить 0,9°C, середня максимальна – 20,4°C, а середня мінімальна – -23,5°C. Середня річна кількість опадів – 463 мм.
| Клімат поселення                              | Клімат поселення | Клімат поселення | Клімат поселення | Клімат поселення | Клімат поселення | Клімат поселення | Клімат поселення | Клімат поселення | Клімат поселення | Клімат поселення | Клімат поселення | Клімат поселення | Клімат поселення |
| Показник                                      | Січ.             | Лют.             | Бер.             | Квіт.            | Трав.            | Черв.            | Лип.             | Серп.            | Вер.             | Жовт.            | Лист.            | Груд.            |                  |
| Середній максимум, °C                         | −10,86           | −6,69            | −0,44            | 8,75             | 15,36            | 19,87            | 20,35            | 19,36            | 13,85            | 8,16             | −1,92            | −9,19            |                  |
| Середня температура, °C                       | −17,18           | −13,02           | −6,76            | 2,44             | 9,05             | 13,56            | 15,70            | 14,71            | 9,22             | 3,54             | −6,57            | −13,83           |                  |
| Середній мінімум, °C                          | −23,49           | −19,33           | −13,08           | −3,87            | 2,73             | 7,23             | 11,07            | 10,08            | 4,58             | −1,1             | −11,19           | −18,47           |                  |
| Норма опадів, мм                              | 23               | 18               | 17               | 22               | 46               | 75               | 96               | 62               | 40               | 24               | 19               | 21               |                  |
| Середньомісячна швидкість вітру, м/с          | 2.98             | 2.90             | 3.20             | 3.40             | 3.40             | 3.10             | 2.90             | 2.90             | 3.00             | 3.40             | 3.10             | 3.02             |                  |
| Середньомісячна сонячна радіація, кДж/м²·день | 2790             | 6077             | 11515            | 17099            | 20574            | 21934            | 21469            | 17535            | 11517            | 6379             | 3069             | 1924             |                  |
| --------------------------------------------- | ---------------- | ---------------- | ---------------- | ---------------- | ---------------- | ---------------- | ---------------- | ---------------- | ---------------- | ---------------- | ---------------- | ---------------- | ---------------- |
| Джерело:                                      |                  |                  |                  |                  |                  |                  |                  |                  |                  |                  |                  |                  |                  |